# Ditavan
Ditavan (en arménien Դիտավան ; jusqu'en 1967 Revazlu) est une communauté rurale du marz de Tavush, en Arménie. Elle compte 327 habitants en 2008.